# Vroni Werthmüller
Vroni Werthmüller (verheiratete Hürzeler; * 5. Mai 1959 in Dulliken) ist eine ehemalige Schweizer Sprinterin, die sich auf den 100-Meter-Lauf und den 200-Meter-Lauf spezialisiert hatte. Sie hielt den Schweizer Rekord mit der 4-mal-100-Meter-Staffel zusammen mit Brigitte Wehrli, Isabelle Keller und Isabella Keller in einer Zeit von 44,31 s, aufgestellt am 23. Juni 1979 in Bremen. Dieser wurde am 30. Juni 2011 mit einer Zeit von 43,90 s unterboten.
Im 100-Meter-Lauf hielt sie den Schweizer Rekord vom 9. August 1986, aufgestellt in Winterthur mit einer Zeit von 11,39 s, bis am 30. Juni 2001, als dieser von Mireille Donders in Genf um fünf Hundertstelsekunden unterboten wurde. Über 200 Meter erreichte sie mit 23,42 s die bislang fünftbeste jemals von einer Schweizerin gelaufene Zeit.
Bei den Leichtathletik-Europameisterschaften 1986 in Stuttgart schied sie über 100 m im Vorlauf aus.
Sie ist zurzeit dreifache Kantonalrekordhalterin des Kantons Solothurn: Im Jahr 1980 erzielte sie im 400-Meter-Lauf eine Zeit von 56,55 s. 1986 verbesserte sie zudem die Rekorde im 100-Meter-Lauf und 200-Meter-Lauf auf eine Zeit von 11,39 s bzw. 23,42 s. Sie hält ausserdem seit dem 25. August 1984 mit 23,75 s den Stadionrekord der Leichtathletik Vereinigung Thun im 200-Meter-Lauf.
Vroni Werthmüller hatte bei einer Körpergrösse von 1,70 m ein Wettkampfgewicht von 55 kg und startete für den Sportverein TZ Gösgen.

## Erfolge
Insgesamt wurde sie zwischen 1983 und 1986 insgesamt dreizehnmal Schweizer Meisterin im 60-Meter-Lauf, 100-Meter-Lauf und 200-Meter-Lauf und erreichte zudem an den Schweizer Meisterschaften in den Jahren 1982 und 1985 total dreimal Silber und einmal Bronze.

### 1979
- Schweizer Rekord 4-mal-100-Meter-Staffel
- Kantonalrekord Kanton Solothurn 4-mal-100-Meter-Staffel

### 1980
- Kantonalrekord 400-Meter-Lauf

### Schweizer Meisterschaften 1980
- SM Gold 100-Meter-Lauf
- SM Silber 200-Meter-Lauf

### Schweizer Meisterschaften 1982
- SM-Halle Gold 60-Meter-Lauf
- SM Silber 100-Meter-Lauf
- SM Silber 200-Meter-Lauf

### Schweizer Meisterschaften 1983
- SM-Halle Gold 60-Meter-Lauf
- SM-Halle Gold 200-Meter-Lauf
- SM Gold 100-Meter-Lauf
- SM Gold 200-Meter-Lauf

### Schweizer Meisterschaften 1984
- SM Gold 100-Meter-Lauf
- SM Gold 200-Meter-Lauf

### Schweizer Meisterschaften 1985
- SM-Halle Bronze 60-Meter-Lauf
- SM-Halle Silber 200-Meter-Lauf
- SM Gold 100-Meter-Lauf
- SM Gold 200-Meter-Lauf

### Schweizer Meisterschaften 1986
- SM-Halle Gold 60-Meter-Lauf
- SM Gold 100-Meter-Lauf
- SM Gold 200-Meter-Lauf

### Kantonalmeisterschaften 1986
- Kantonalrekord 100-Meter-Lauf
- Kantonalrekord 200-Meter-Lauf
- Kantonalrekord 400-Meter-Lauf

## Rekorde

### Zurzeit haltende Rekorde

#### Seit 1979
- Kantonalrekord Kanton Solothurn 4-mal-100-Meter-Staffel 48,59 s (zusammen mit Marianne Hauser, Beatrice Kyburz und Margot Schläfli)

#### Seit 1980
- Kantonalrekord Kanton Solothurn 400-Meter-Lauf 56,55 s

#### Seit 1986
- Kantonalrekord Kanton Solothurn 100-Meter-Lauf 11,39 s
- Kantonalrekord Kanton Solothurn 200-Meter-Lauf 23,42 s

### Ehemals gehaltene Rekorde

#### 1979–2011
- Schweizer Rekord 4-mal-100-Meter-Staffel 44,31 s

#### 1986–2001
- Schweizer Rekord 100-Meter-Lauf 11,39 s

## Auszeichnungen
Für ihre Leistungen wurde sie 1986 mit dem Sportpreis der Stadt Olten geehrt.